# تاينوالد
تاينوالد أو بشكل أكثر رسمية المحكمة العليا في تاينوالد أو محكمة تاينوالد، هي الهيئة التشريعية لجزيرة مان والتي تتألف من مجلسين مجلس المفاتيح المنتخب مباشرة والمجلس التشريعي المختار بشكل غير مباشر. عندما يجلس المجلسين معًا يصبحان "محكمة تاينوالد".
يتم عقد جلسة مشتركة للمجلسين في يوم تاينوالد في سانت جون لأغراض احتفالية إلى حد كبير، وعادةً مرة واحدة شهريًا في المباني التشريعية في دوغلاس. خلافًا لذلك، يجلس المجلسان بشكل منفصل، حيث يصدر مجلس المفاتيح معظم التشريعات، ويعمل المجلس التشريعي كغرفة مراجعة.